# Thomas Gordon McLeod
Thomas Gordon McLeod  est un homme politique américain, né à Lynchburg[Lequel ?] le 17 décembre 1868 et mort à Bishopville le 11 décembre 1932.

## Biographie
Fils de William J. McLeod, capitaine de l'armée confédérée, et d'Amanda McMillan Rogers, il fréquente la Lynchburg Academy et est diplômé du Wofford College et de la faculté de droit de l'Université de Virginie.
Sa carrière politique débute lorsqu'il st élu à la Chambre des représentants de Caroline du Sud en 1900. Il devint le premier sénateur du comté de Lee, nouvellement créé, en 1902. En 1906, il est élu 66e lieutenant-gouverneur de Caroline du Sud et réélu en 1908. Lors des élections au poste de gouverneur de 1922, McLeod remporte un second tour des primaires démocrates face à l'ancien gouverneur Cole Blease, devenant ainsi le 95e gouverneur de Caroline du Sud. Réélu en 1924, McLeod reste gouverneur jusqu'à l'expiration de son mandat en 1927.
Après avoir quitté ses fonctions, il devient président de la Bishopville Telephone Company.